# Лез (Призрен)
Лез (алб. Lez) је насељено место у општини Призрен, на Косову и Метохији. Према попису становништва из 2011. у насељу је живело 2 становника.
Овде је био Сукоб у Лезу 1998. године.

## Становништво
Према попису из 2011. године, Лез има следећи етнички састав становништва:
| Националност | 2011.      |
| Албанци      | 2 (100,0%) |
| Укупно       | 2          |

| Демографија | Демографија | Демографија |
| Година      | Становника  | Становника  |
| ----------- | ----------- | ----------- |
| 1948.       | 172         |             |
| 1953.       | 169         |             |
| 1961.       | 206         |             |
| 1971.       | 280         |             |
| 1981.       | 373         |             |
| 1991.       | 441         |             |
| 2011.       | 2           |             |